# Црвени храст
Црвени храст (Quercus rubra L., синоним: Q. borealis Michx), у Америци се назива и северни црвени храст (што научни назив синонима borealis и значи), за разлику од јужног црвеног храста (Q. falcata). Назива се још и шампионски храст. Припада групи црвених храстова (Quercus sectio Lobatae). Црвени храст је дрво симбол државе Њу Џерзи (New Jersey state tree).

## Опис
Листопадно дрво висине 30-45 m и прсног пречника до 1 m, широко заобљене круне. Гранчице црвенкастомрке, голе. Терминални пупољци дужине око 6,5 cm, зашиљени, са црвенкастомрким мање или више длакавим љуспама. Бочни пупољци веома слични, али мањи. Дужина листа 12-20 cm а ширина 10-12 cm, дугуљаст до обрнуто јајаст, са 7-11 зашиљених режњева и дубоким облим урезима. Основа листа је тупа до широко клинаста док је врх зашиљен. Лице листа је светло и сјајнозелено а наличје са чуперцима длачица. Лист ујесен црвен или црвеносмеђ. Цветови једнополни, мушки у висећим ресама, женски ситни појединачни или по два. Жир је дужине 15-25 mm, ширине 10-23 mm, у купули до 1/4 дужине. Купула је тањираста плитка, 15-25 mm широка и 6-10 mm висока са кратким, чврсто прилеглим стипулама. Каснолистајућа врста. Цвета у мају а плодоноси у јесен друге године.
- Црвени храст у јесењем аспекту.
- Листови црвеног храста.
- Жир у јулу друге године од цветања.
- Зрео жир у тањирастој купули.
- Поник црвеног храста (почетак друге вегетације).

## Ареал
Врста је распрострањена у источним деловима САД, сеже далеко на север до Канаде, а у висину до преко 1000 m.н.в.

## Биоеколошке карактеристике
Црвени храст лако се прилагођава различитим теренским и климатским приликама; подноси ниске температуре, брзорастућа је врста. У оптималним условима у 10. години достиже висину од 5-6 m. Може да доживи 500 година. Најчешћи је варијетет Quercus borealis var. maxima (Marshall) Sarg. који успева на врло сиромашним земљиштима која могу бити и кисела али избегава кречњак. Најбоље му одговара песковита иловача, нарочито свежа. Расте брже од лужњака и китњака. Стагнирајућу воду и поплаве не подноси као ни сува земљишта. Засену боље подноси од домаћих храстова.

## Примена
У САД је економски цењена врста због квалитетног дрвета, које није подесно за екстеријере и израду чамаца и осталих производа који су у контакту са водом, због порозности и пропустљивости влаге. Код нас, као и у Европи, претежно се гаји као декоративна врста, и релативно је честа у зеленим просторима различитих категорија. У Кнез Михајловој улици у Београду расте успешно у великим жардињерама. У пејзажној архитектури поред основне форме се користе култивари: 'Aurea', 'Heterophylla', 'Schrefeldii'. У неким земљама Европе је инвазиван (Белгија).